# The end of the show (single)
The end of the show is een single van The Cats die werd uitgebracht in 1980. De B-kant van de single, de ballad Irish, is een van de weinige composities van de drummer van de band, Theo Klouwer. Het nummer werd geschreven door Cees Veerman.

## Eerdere opname
Het nummer werd al in 1972 opgenomen, maar nog niet eerder uitgebracht op single. Het verscheen in dat jaar op de elpee Signed by The Cats. In 1979 verscheen het nogmaals op elpee, ditmaal op het gelijknamige The end of the show.

## Singlehoes
De hoes van de single kende in Nederland een opmerkelijk verschil met de hoes in Duitsland. De Nederlandse single is beigebruin en heeft zowel aan de voor- als aan de achterzijde een foto met alle vijf Cats-leden. De Duitse hoes daarentegen heeft een witte achtergrond met rode spetters. Op de foto staan vier Cats; Cees Veerman, de schrijver en zanger van het nummer, ontbreekt echter.

## Hitnotering
De single werd uitgebracht in de nadagen van The Cats toen verschillende singles niet meer het succes hadden gebracht die de band eerder had gekend. The end of the show ging echter al binnen een week van de Tipparade naar de Top 40 waar het als hoogste notering op nummer 5 terechtkwam. Op die plek bleef het twee weken staan en bij elkaar stond het nummer tien weken in deze hitlijst. In de Single Top 100 bereikte het de zevende positie. Tussen 2002 en 2015 kwam het nummer ook jaarlijks voor in de Top 2000 van Radio 2.

### Nederlandse Top 40
| Positie: | 34 | 20 | 14 | 9 | 6 | 5 | 5 | 12 | 20 | 27 | uit |

### NederlandseMega top 50
| Positie: | 11 | 9 | 9 | 7 | 18 | 12 | 17 | 27 | 37 | uit |

### BelgischeBRT Top 30
| Positie: | 22 | 16 | 15 | 22 | 26 | uit |

### VlaamseUltratop 30
| Positie: | 29 | 24 | 20 | 20 | 21 | 21 | 22 | 30 | uit |

### NPO Radio 2 Top 2000
| Nummer met noteringen in de NPO Radio 2 Top 2000 | '02  | '03  | '04  | '05  | '06  | '07  | '08  | '09  | '10  | '11  | '12  | '13  | '14  | '15  |
| ------------------------------------------------ | ---- | ---- | ---- | ---- | ---- | ---- | ---- | ---- | ---- | ---- | ---- | ---- | ---- | ---- |
| The end of the show                              | 1277 | 1239 | 1225 | 1405 | 1221 | 1384 | 1337 | 1277 | 1439 | 1669 | 1946 | 1670 | 1690 | 1941 |

1. ↑  Een vetgedrukt getal geeft de hoogste notering aan.
2. ↑  2002 was het eerste jaar met een notering voor dit nummer.
3. ↑  Deze tabel is bijgewerkt tot en met de laatste editie (2024).

### Evergreen Top 1000
| Evergreen Top 1000 "The End of the Show" | Evergreen Top 1000 "The End of the Show" | Evergreen Top 1000 "The End of the Show" | Evergreen Top 1000 "The End of the Show" | Evergreen Top 1000 "The End of the Show" | Evergreen Top 1000 "The End of the Show" | Evergreen Top 1000 "The End of the Show" | Evergreen Top 1000 "The End of the Show" | Evergreen Top 1000 "The End of the Show" | Evergreen Top 1000 "The End of the Show" | Evergreen Top 1000 "The End of the Show" | Evergreen Top 1000 "The End of the Show" | Evergreen Top 1000 "The End of the Show" | Evergreen Top 1000 "The End of the Show" | Evergreen Top 1000 "The End of the Show" | Evergreen Top 1000 "The End of the Show" | Evergreen Top 1000 "The End of the Show" |
| Jaar                                     | 2008                                     | 2009                                     | 2010                                     | 2011                                     | 2012                                     | 2013                                     | 2014                                     | 2015                                     | 2016                                     | 2017                                     | 2018                                     | 2019                                     | 2020                                     | 2021                                     | 2022                                     | 2023                                     |
| ---------------------------------------- | ---------------------------------------- | ---------------------------------------- | ---------------------------------------- | ---------------------------------------- | ---------------------------------------- | ---------------------------------------- | ---------------------------------------- | ---------------------------------------- | ---------------------------------------- | ---------------------------------------- | ---------------------------------------- | ---------------------------------------- | ---------------------------------------- | ---------------------------------------- | ---------------------------------------- | ---------------------------------------- |
| Positie                                  | -                                        | -                                        | -                                        | -                                        | -                                        | 124                                      | 99                                       | 49                                       | 197                                      | 250                                      | 98                                       | 111                                      | 111                                      | 137                                      | 94                                       | 83                                       |